# Conservatoire à rayonnement régional de Chalon-sur-Saône
 (août 2025).
Le conservatoire à rayonnement régional du Grand Chalon (aussi appelé conservatoire du Grand Chalon)
est un établissement d'enseignement artistique agréé et contrôlé par l'État (Direction générale de la Création artistique du ministère de la Culture et de la Communication), représenté par la direction régionale des Affaires culturelles (DRAC). Il a son siège à Chalon-sur-Saône (Saône-et-Loire, France). Il propose trois spécialités, musique, danse et art dramatique.

## Histoire
Créée dans les années 1970, l'école de musique de Chalon-sur-Saône devient en 1996 un conservatoire de musique et de danse, et s'installe dans ses nouveaux locaux du quartier Saint-Cosme. L'établissement est depuis août 2002 un conservatoire à rayonnement régional pour la danse, la musique et le théâtre.

### Liste des directeurs successifs
En 1969, Camille Roy est nommé directeur de la nouvelle école municipale de musique. Nommé Inspecteur Général au Ministère de la Culture en 1983, il quitte la direction. Jean-Marie Morel est nommé directeur en 1983. Nommé Inspecteur de la musique au Ministère de la Culture, il quitte en 1990 la direction et est remplacé par Philippe Cambreling en tant que directeur du Conservatoire, jusqu'en 1998. En 1998, Jean-Marie Scieszka, ancien Inspecteur Principal de la Musique au Ministère de la Culture, est nommé directeur du Conservatoire, jusqu'en 2008. Sous sa direction, le Conservatoire devient en 2001 Conservatoire de l'agglomération du Grand Chalon, puis Conservatoire National de Région et en 2004 Conservatoire à Rayonnement Régional de Musique, Danse et Théâtre. Depuis 2008, Robert Llorca, compositeur et arrangeur, en est le directeur. En 2009, il associe le CRR du Grand Chalon au démarrage du PESM de Bourgogne dont le Conservatoire devient un des membres fondateurs. Sous sa direction, le Conservatoire passe de 1300 à 2000 élèves.
Depuis 2024 - Maxime Gilbert

## Le CRR aujourd’hui
Une équipe administrative et technique de 25 personnes et une centaine de professeurs accompagnent quelque 2000 élèves dans 52 disciplines concernant la musique, la danse et le théâtre.

### Diplômes délivrés
Dans le domaine musical, le conservatoire propose 3 cycles d’apprentissage, appelés 1er, 2e et 3e cycles (ce dernier se divisant en une formation à la pratique amateur et en un cycle spécialisé). Les deux premiers cycles se concluent par un diplôme de fin de cycle.
Le CRR de Chalon-sur-Saône délivre aux élèves des cours de danse classique, contemporaine, jazz et hip hop, un diplôme et à un certificat de fin d’études chorégraphiques.
La classe d'art dramatique propose deux cycles d'étude conduisant au Brevet d'Études Théâtrales de fin de 2e cycle, un 3e cycle à orientation professionnelle délivrant le DET (Diplôme d’Études Théâtrales) reconnu au niveau national.
La Commission européenne a délivré la charte universitaire élargie Erasmus au CRR de Chalon-sur-Saône depuis l’année universitaire 2012-2013.

### Enseignement
Dans le département de la musique classique, le conservatoire délivre un enseignement concernant les cordes (violon, alto, violoncelle, contrebasse), les bois (flûtes, hautbois, basson, saxophone, clarinette), les cuivres (cor, trompette, trombone, tuba) ainsi que les instruments polyphoniques (piano, guitare, harpe, orgue, percussions), le chant lyrique, et la formation musicale.
En musique jazz, sont proposés des cours de piano, contrebasse/basse, batterie, guitare, saxophone, clarinette, flûte, mais aussi des formations vocales individuelles, des ateliers de pratique collective, des ateliers d'improvisation, des cours d'histoire du jazz, des cours théoriques (arrangement, composition, harmonie, formation musicale jazz). La participation aux orchestres d'harmonie, symphonique ou encore Brass Band est également proposée.
En musiques amplifiées, le conservatoire délivre un enseignement concernant les claviers, guitare électrique, basse électrique, batterie acoustique et électronique, MAO Mac/PC tous logiciels et périphériques, machines hardware et effets, platines et djing et des cours de chant/technique vocale individuels.
Un parcours de formation individualisé pour les amateurs (accompagnement personnalisé de groupes ou de projets) est également possible.
Le conservatoire propose également des cours de musique électroacoustique (composition, synthèse sonore, techniques du son, techniques de studio, cours théoriques), de culture musicale (commentaire d'écoute, analyse musicale, écriture, chronologie/repères historiques, approches esthétiques), de direction de chœur, de direction d'orchestre, de musiques du monde (afro-cubaine, sud-américaine, orientale), de musique ancienne (clavecin, flûte à bec, orgue, mandoline, violon baroque, violoncelle baroque) ainsi que les pratiques collectives (orchestres et ensembles vocaux)
Le Conservatoire à Rayonnement Régional du Grand Chalon est le premier Conservatoire, en 2018, à avoir été labellisé par le Ministère de la Culture pour l’organisation de Classes Préparatoires à l’Enseignement Supérieur (CPES) pour la Musique et en 2019 pour la Danse. Fortes de l’expérience des Classes Préparatoires aux Grandes Ecoles (CPGE) option Métiers du Son, les CPES accueillent depuis la rentrée 2018-2019 des étudiants dans des formations complètes, toujours adaptées aux objectifs de chacun.
CPES
Est également proposée une formation préparant aux concours des grandes écoles des métiers du son. Cette formation est coordonnée par un comité pédagogique composé d’enseignants, ingénieur du son du conservatoire, complété d'enseignants du lycée scientifique et technique Nicéphore Niepce de Chalon-sur-Saône. Les étudiants bénéficient ainsi pendant deux années des formations de haut niveau d’un Conservatoire à Rayonnement Régional et d’une classe préparatoire aux grandes écoles. L’emploi du temps est conçu de façon que les étudiants puissent assister aux cours dispensés au Conservatoire (acoustique musicale, technologie audio, pratique de la prise de son, culture musicale, formation musicale, analyse, instrument et/ou musique électroacoustique, critique et esthétique musicale et sonore...) et au lycée Niépce.

La danse classique, la danse jazz, la danse hip hop et la danse contemporaine font partie de l’offre chorégraphique du conservatoire.
La section d’art dramatique a été créée en 2006.

### Administration
Outre la participation de l’État, représenté par la direction régionale des Affaires culturelles (DRAC), de la Région Bourgogne Franche Comté et du Département de Saône et Loire, le conservatoire est principalement financé, depuis 2004, par la communauté d'agglomération Le Grand Chalon, 2004 étant la date de la signature de la convention entre l’État et Le Grand Chalon.

### Partenariats
Le conservatoire, en partenariat avec l’Éducation nationale, s’inscrit dans un cycle de classes à horaires aménagés dans le domaine musical  (CHAM), chorégraphique et théâtrale. Les écoles Vivant-Denon (instruments), Jean-Moulin (voix) et Laënnec (théâtre), les collèges Camille-Chevalier (danse, instruments, jazz, musiques actuelles et voix) et Jean Vilar (théâtre), et les lycées Pontus-de-Tyard (danse) et Niépce (classe préparatoire aux grandes écoles option "métiers du son") participent à cette initiative.

### Saison culturelle
Le Conservatoire du Grand Chalon propose une saison culturelle diversifiée avec une soixantaine de concerts et spectacles dans l'année. Au sein de son auditorium de 322 places (adapté aux personnes à mobilité réduite depuis 2019), de son petit Théâtre du Grain de Sel de 90 places ou bien en partenariat avec les structures culturelles du Grand Chalon (théâtre Piccolo, Espace des Arts, LaPéniche, L'Abattoir, L'Arrosoir ou encore les Musées...), plusieurs types de spectacles sont proposés : danse, musique, théâtre, projets croisés, conférences... Le tout concocté par les professeurs du CRR et leurs élèves ou bien par des compagnies professionnelles.
Cela est permis par une équipe de programmation qualifiée et une équipe technique dynamique et à l'écoute.